# إدي كيسي
إدي كيسي (بالإنجليزية: Eddie Casey)‏ هو لاعب كرة قدم أمريكية أمريكي، ولد في 16 مايو 1894 في ناتيك في الولايات المتحدة، وتوفي في 26 يوليو 1966.